# Шемокмеди
Шемокмеди (груз. შემოქმედი) — село в Грузии. Оно находится в Озургетском муниципалитете края Гурия. Деревня расположена в западной Грузии, на реке Бжужи, на высоте 190 метров над уровня моря, в 7 км к востоку от города Озургети. В Шемокмеди находится позднесредневековый одноимённый монастырь.

## История

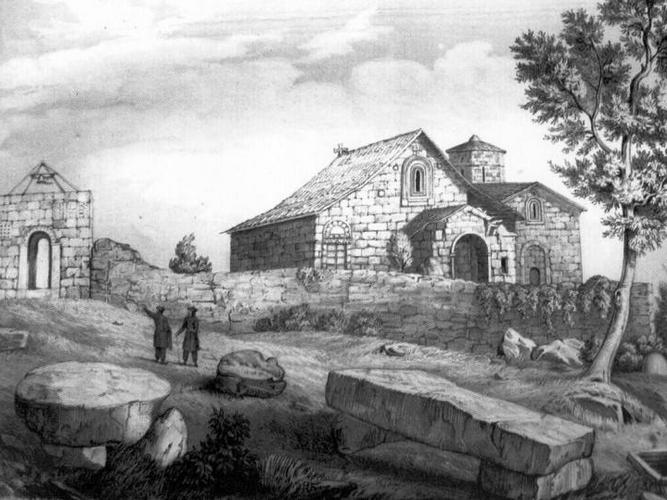
Монастырь Шемокмеди в 1830-е годы.

В ходе археологических разведывательных работ, проведённых в Шемокмеди с 1991 по 1994 год, были обнаружены фрагменты керамики, характерные для Куро-араксской культуры, что может означать, что район села уже был заселён в раннем бронзовом веке.
Задокументированная история Шемокмеди неразрывно связана с монастырским комплексом, расположенным на небольшом холме, возвышающемся над деревней. Монастырь был основан родом Гуриели, правившим Гурийским княжеством. В XV веке он служил резиденцией грузинского православного митрополита-епископа, а также кладовой для церковных сокровищ, где к концу XIX века была собрана обширная коллекция различных предметов из других грузинских монастырей. В то время село было хорошо укреплено, в нём находился замок, принадлежавший Гуриели.
Во время восстания 1819—1820 годов в Имеретии и Гурии против русского владычества замок Шемокмеди, находившийся тогда во владении князя Кайхосро IV Гуриели, стал главным оплотом повстанцев в Гурии. Именно там в апреле 1820 года гурийцы казнили захваченного в плен полковника Пузыревского, русского временного губернатора Имеретии, и пресекли попытку русских карательных сил напасть на крепость. 24 июля 1820 года русский генерал Алексей Вельяминов взял штурмом и захватил Шемокмеди. Замок, названный русскими чиновниками «обителью разбоя», был в отместку разрушен до основания. Все дома были сожжены, а сельскохозяйственные угодья и виноградники уничтожены, чтобы наказать местных жителей пребыванием в «крайней нищете».

## Население
По данным национальной переписи населения 2014 года, население Шемокмеди составляло 1322 человека. Абсолютное большинство из них (99,5 %) - этнические грузины.
| Население | Перепись 2002 | Перепись 2014 |
| --------- | ------------- | ------------- |
| Всего     | 1608          | 1322          |

## Известные уроженцы
- Иван Думбадзе (1851—1916), императорский русский генерал и чиновник.
- Владимир Немирович-Данченко (1858—1943), русский театральный режиссёр и писатель.
- Филипп Махарадзе (1868—1941), грузинский большевистский деятель.
- Варлам Симонишвили (1888—1950), грузинский народный певец.
- Резо Эсадзе (род. 1934), грузинский кинорежиссёр и актёр.